# Бой у Тармова
Бой при Тармове (нем. Tarmow, прежде также известный как Тарнов (Tarnow) или Торнов (Tornow)) — селении, относящемся к общине Фербеллин в Бранденбурге. Бой произошёл 26 сентября 1758 года бой на второстепенном участке Семилетней войны между небольшим шведским отрядом и кавалерией корпуса прусского генерала Веделя. В немецкой литературе упоминается мимоходом, как незначительное событие, в Швеции, напротив, возводится, зачастую, в разряд битвы.

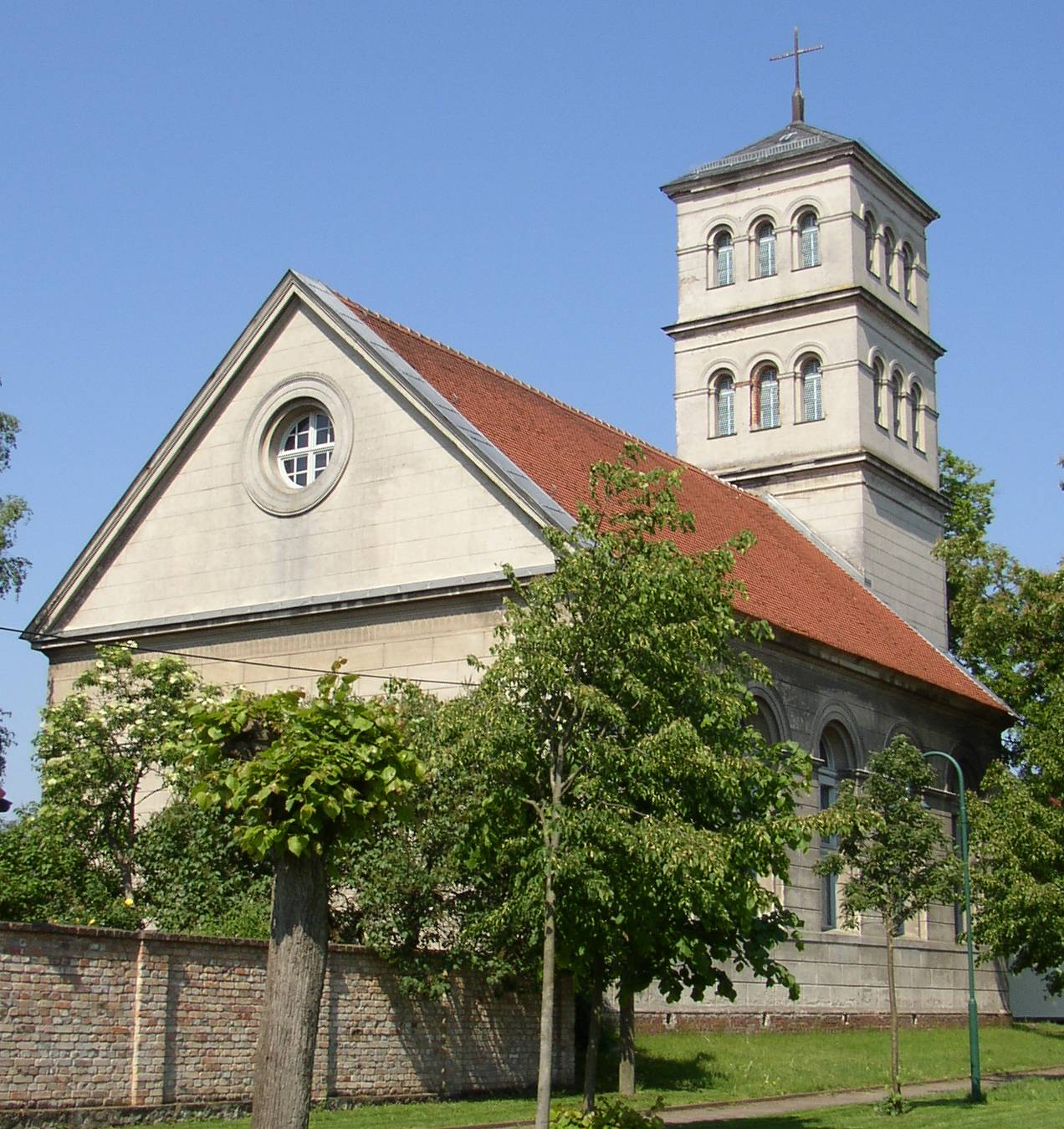
Кирха в Тармове

## Предыстория
После того, как прусский генерал Дона, осаждавший со своим корпусом Штральзунд вместе со всей шведской армией, был вынужден, в связи с продвижением русских войск, снять осаду и уйти в направлении Франкфурта, шведская армия под командованием генерала графа Гамильтона, насчитывавшая всего 18 тысяч пехоты и 4 тысячи кавалерии, получила возможность без боя занять области, оставляемые пруссаками. Шведы расползлись по Померании, Мекленбургу и Бранденбургу, напоминая больше отряд мародёров, чем регулярную армию. Не имея свободных сил для отсылки на этот участок войны и не считая шведов за серьёзных противников, Фридрих терпел их, пока генерал Гамильтон во главе 14,5-тысячной армии не был замечен приблизительно в 40 километрах от тогдашней границы Берлина. Тогда, это произошло незадолго до Хохкирха, навстречу шведам был выслан 6-тысячный корпус генерала Веделя (позднее разбитого русскими при Пальциге), который за месяц навёл порядок, оттеснив шведов обратно в Померанию. Бой у Тармова, как и случившееся через два дня после него сражение у Фербеллина, относится к событиям этого времени.

## Силы противников
Пруссаки: 5 эскадронов гусар, 5 эскадронов драгун, точное количество людей неизвестно, шведские источники называют явно завышенные числа в 5-6 тысяч человек.
Шведы: 450 человек пехоты, 400 человек кавалерии, деташированных из двух пехотных и одного кавалерийского полка за фуражом.

## Ход боя
Прусские кавалеристы атаковали шведских фуражиров, гусары кавалерию, драгуны пехоту. Несмотря на то, что кавалерия была разбита и спаслась бегством с поля боя, шведская пехота, выстроившись в каре, отбила шесть атак прусских драгун, отступив затем в полном порядке.
Храбрость, проявленную шведскими солдатами при Тармове, поощрительно отмечают и немецкие источники.

## Потери
Прусские потери: у гусар — 1 офицер и 30 рядовых, у драгун — 2 офицера, 120 рядовых.
Шведские потери: 2 офицера, 158 рядовых.

## Примечание
Названия «Тарнов» и «Торнов», под которыми Тармов также известен, распространены в этом районе Германии. До сего дня существует 3 населённых пункта под названием Тарнов и 3 Торнова, и всё в одном, сравнительно небольшом регионе. Всё это порождает путаницу в локализации данного эпизода Семилетней войны, так, англоязычная Википедия ссылается на другой Торнов, в 25 километрах от Тармова.